# Fotbollsgalan 1997
Fotbollsgalan 1997 hölls måndagen den 10 november 1997 på Cirkus i Stockholm och var den 3:e Fotbollsgalan i ordningen. SVT sände. Katarina Sjöberg och Arne Hegerfors var programledare, Hans Gardemars storband var husband.

## Priser
| Pris                    | Vinnare                            |
| ----------------------- | ---------------------------------- |
| Årets genombrott        | Victoria Svensson, Jitex BK        |
| Årets nykomling         | Hans Blomqvist, Västra Frölunda IF |
| Årets forward, herr     | Andreas Andersson, IFK Göteborg    |
| Årets mittfältare, herr | Daniel Andersson, Malmö FF         |
| Årets back, herr        | Andreas Jakobsson, Helsingborgs IF |
| Årets målvakt, herr     | Thomas Ravelli, IFK Göteborg       |
| Årets mål               | Daniel Andersson, Malmö FF         |
| Folkets lirare          | Stefan Pettersson, IFK Göteborg    |
| Diamantbollen           | Ulrika Karlsson, Bälinge IF        |
| Guldbollen              | Pär Zetterberg, RSC Anderlecht     |

## Artister
- Björn Skifs
- Dr. Alban
- Peter Jöback
- Jenny Öhlund